# Nachal Nimra
Nachal Nimra, vyslovováno [Nymra] (hebrejsky: נחל נמרה), je vádí v jižním Izraeli, v pohoří Harej Ejlat.
Začíná v nadmořské výšce cca 300 metrů mezi horami Har Gadna a Har Chachlil, cca 21 kilometrů severně od Ejlatu a cca 8 kilometrů jihozápadně od vesnice Elifaz. Směřuje pak k jihovýchodu rychle se zahlubujícím a rozšiřujícím údolím, kterým prochází turistická Izraelská stezka. Nedaleko na sever odtud leží archeologicky významný areál údolí Timna. Pak ústí do širokého údolí, které je již součástí příkopové propadliny vádí al-Araba, kde ústí zleva do vádí Nachal Racham.